# Les Dalton (film)
Pour les articles homonymes, voir Dalton.
Pour plus de détails, voir Fiche technique et Distribution.
Les Dalton est un film franco-germano-espagnol réalisé par Philippe Haïm, sorti en 2004.
Le film est une adaptation de la bande dessinée Lucky Luke et se concentre sur les personnages des frères Dalton.

## Synopsis
Les quatre frères Dalton n'ont pas de chance : en plus d'être très maladroits et bêtes, leur mère, Ma Dalton, les menace de ne pas les laisser revenir chez elle, s'ils ne se décident pas à attaquer une banque. Mais la banque en question est la plus gardée et au moment du braquage de celle-ci, les Dalton sont capturés par Lucky Luke et se retrouvent enfermés dans un pénitencier. Grâce à un codétenu qui leur apprend l'existence d'un chapeau magique qui donne des pouvoirs exceptionnels à celui qui le détient et qui se trouve au Mexique, les Dalton décident de s'évader et de se mettre en quête dans le but de braquer la banque.
Mais une fois au Mexique, ils arrivent dans un village attaqué par un bandit mexicain portant le chapeau magique. Avec l'appui des villageois, les Dalton rencontrent ce bandit, lui volent son chapeau et prennent la fuite. De retour aux États-Unis, les Dalton utilisent le chapeau pour mettre le pays à feu et à sang et se mettent enfin en route vers la banque. Lucky Luke décide de les rejoindre là-bas, tandis que les Dalton planifient la prochaine attaque.
Le jour venu, les Dalton rentrent dans la banque, neutralisent tous les gardes de sécurité grâce au chapeau magique, ouvrent le coffre et sortent de la banque avec le butin fiers de l'exploit. Mais Lucky Luke les attend à la sortie et s'ensuit un duel dans lequel Joe se sent favorisé grâce au chapeau magique. Mais Luke réussit à se débarrasser du chapeau et les Dalton sont à nouveau capturés. Le film se termine par une tentative d'évasion qui est vaine.

## Fiche technique
- Titre : Les Dalton
- Réalisation : Philippe Haïm
- Scénariste : Éric Judor, Ramzy Bedia, Michel Hazanavicius et Philippe Haïm
- Musique : Alexandre Azaria
- Photographie : David Carretero
- Costumes : Charlotte David
- Script : Sylvie Koechlin
- Décors : Olivier Raoux
- Montage : Richard Marizy
- Maitre chien : Franck Gastambide
- Société d'effets spéciaux visuels : Mikros Image (Paris)
- Production : Saïd Ben Saïd et Yves Marmion
  - Production exécutive : Gérard Gaultier
  - Coproduction : Alfred Hürmer et Julio Fernandez
- Sociétés de production : UGC Images (France), Integral Film (Allemagne) Castelao Producciones (Espagne) TF1 Films Production (France)
- Pays de production :  France,  Allemagne,  Espagne
- Langue originale : français
- Budget de production : 26 117 196 euros [1]
- Genre : comédie, western
- Format : couleur - 35 mm
- Durée : 86 minutes
- Date de sortie : 
  - France : 8 décembre 2004
- Dates de sortie DVD :
  - France : 7 juin 2005 (vente), 8 juin 2005 (location)

## Distribution
- Éric Judor :  Joe Dalton
- Ramzy Bedia :  Averell Dalton
- Saïd Serrari :  Jack Dalton
- Romain Berger :  William Dalton
- Marthe Villalonga : Ma Dalton
- Sylvie Joly : Ma Billy
- Ginette Garcin : Ma James
- Marie-Pierre Casey : Ma Cassidy
- Til Schweiger (VF : Cédric Dumond) : Lucky Luke
- Javivi : El Tarlo
- Arsène Mosca : le grand bandit
- Élie Semoun : le Docteur Doxey / les Douaniers américano-mexicain
- Darry Cowl : Old Timer
- Michel Muller : le directeur de la Gulch City Bank
- Jean Benguigui : le chef du village mexicain
- Kad Merad : le prisonnier mexicain
- Jean Dujardin : le cow-boy vanneur
- Benjamain Denisty : le dernier gardien de la banque
- Clovis Cornillac : le gardien de prison
- François Hadji-Lazaro : l'épicier
- Ismael Fritschi : Le Patron du Saloon
- Gadji Alibo : Le Garde 1
- Constantine Attia : Le Gros Bandit
- Paul Nguyen : Mac Dermott
- Prodromos Antoniadis : Le Gardien de Prison
- Mario Arias : L'Habitant Pépite
- Christian Guillon : Le Colonel
- Javier Bódalo : Le Vendeur de Journaux
- Götz Argus : Le Chef de la Sécurité de la Banque
- Benjamin Seznec : Le Badaud
- Mikel Huércanos : Le Sergent
- Ikel : Un Chinois
- Balbino Lacosta : Le Croquemort
- Juantxo López : Le Dresseur
- Norberto Morán : Un Amish
- Patricia Mendy : La Mexicaine
- Paillette : Le Juge
- Andreu Castro : Puta Puta (non crédité)
- John Merino : Figurant (non crédité)

Voix de doublage :
- Jean Rochefort : Jolly Jumper
- Éric Métayer : Rantanplan
- Karl Zéro : Récitant des 'News for West'

## Accueil
Le film totalise pour sa première semaine 704 768 entrées, pour chuter à 93 002 entrées trois semaines plus tard. Finalement, le film aura totalisé 1 925 165 entrées en cinq semaines. 
Le film reçoit un accueil critique très mitigé. Allociné lui accorde 2,7 / 5 de critiques positives niveau presse. Les critiques reprochent le manque d'inventivité dans le scénario. Il est septième dans la liste des pires films de tous les temps sur Allociné, avec une note moyenne de 1,0.

## Distinctions
Le film a été nommé au prix Goya des meilleurs maquillages et coiffures.

## Postérité
Co-scénariste du film, Michel Hazanavicius indique qu'il a également été proposé par Éric et Ramzy pour le réaliser mais qu'« UGC a refusé : ils disaient que je n'étais pas réalisateur, que j'étais juste le copain d'Éric et Ramzy ». Il présente le film comme « un de [ses] boulets » et explique sa mauvaise qualité par le fait que Philippe Haïm ait cherché un compromis entre le scénario initial et celui qu'il avait lui-même imaginé pour une autre adaptation. Le film lui permet de rencontrer pour la première fois Jean Dujardin mais le déclic entre les deux hommes ne se produira que plus tard.